# Elvismar Rodríguez
Pour les articles homonymes, voir Rodríguez.
Elvismar Rodríguez, née le 14 février 1997 à Puerto Ordaz, est une judokate vénézuélienne.

## Palmarès international en judo
| Jeux panaméricains                       | Jeux panaméricains | Jeux panaméricains |
| Année                                    | Médaille           | Catégorie          |
| ---------------------------------------- | ------------------ | ------------------ |
| 2019                                     | or                 | –70 kg             |
| Championnats panaméricains               |                    |                    |
| Année                                    | Médaille           | Catégorie          |
| 2016                                     | bronze             | –70 kg             |
| 2017                                     | bronze             | –70 kg             |
| 2018                                     | argent             | –70 kg             |
| 2019                                     | bronze             | –70 kg             |
| 2020                                     | bronze             | –70 kg             |
| 2022                                     | or                 | –70 kg             |
| Jeux d'Amérique centrale et des Caraïbes |                    |                    |
| Année                                    | Médaille           | Catégorie          |
| 2014                                     | bronze             | –70 kg             |
| 2018                                     | or                 | –70 kg             |
| 2018                                     | argent             | par équipes        |
| Jeux bolivariens                         |                    |                    |
| Année                                    | Médaille           | Catégorie          |
| 2013                                     | bronze             | –70 kg             |
| Jeux olympiques de la jeunesse           |                    |                    |
| Année                                    | Médaille           | Catégorie          |
| 2014                                     | bronze             | –78 kg             |